# Метт Сервітто
Меттью Джозеф «Метт» Сервітто (англ. Matthew Joseph 'Matt' Servitto; нар. 1973,  Тінек, Нью-Джерсі, США) — американський актор кіно та телебачення, найбільш відомий за ролями Брока Лотуса у телесеріалі «Банші», Вілла Ломбарді в серіалі «Елементарно» та Двайта Ґарріса у телесеріалі «Клан Сопрано».

## Життєпис
Метт Сервітто народився 7 квітня 1965 року в тауншипі Тінек, в штаті Нью-Джерсі. У нього є італійське та ірландське коріння. 
Навчався у середній школі Нотр-Дам міста Гарпер-Вудс, штат Мічиган. У шкільні роки він виступав у постановках, співав у хорі. 
Вивчав драматичне мистецтво у Джульярдській школі. 
Дебютував у кіно в 1992 році, зігравши у стрічці «Скажений пес Колл» боса мафії Лакі Лучано.

## Особисте життя
Метт Сервітто був двічі одружений. Перша дружина — Чарісс Мері Сґурос. 
У 2001 році він одружився з Енн Лотербах. Подружжя нині мешкає у Лос-Анджелесі.

## Фільмографія
| Рік       |   | Українська назва                     | Оригінальна назва                 | Роль                              |
| --------- | - | ------------------------------------ | --------------------------------- | --------------------------------- |
| 2025      | ф | Мудрі хлопці                         | Alto Knights                      | Джордж Вульф                      |
| 2019      | с | Блудний син                          | Prodigal Son                      | Лео                               |
| 2018      | ф | Голос люкс                           | Vox Lux                           | батько Селести                    |
| 2018      | с | Батьківщина                          | Homeland                          | агент Маслін                      |
| 2017—2019 | с | Мільярди                             | Billions                          | Боб Свіні                         |
| 2017—2018 | с | Морська поліція: Новий Орлеан        | NCIS: New Orleans                 | Карл Естес                        |
| 2017      | с | Творити історію                      | Making History                    | Пол Ревір                         |
| 2016      | с | Елементарно                          | Hawaii Five-0                     | Вілл Ломбарді, капітан            |
| 2014      | с | Чорний список                        | The Blacklist                     | Себастьян Рейфлер                 |
| 2013—2019 | с | Твоє миле личко відправиться в пекло | Your Pretty Face Is Going to Hell | Сатана                            |
| 2013—2016 | с | Банші                                | Banshee                           | Брок Лотус, заступник шерифа      |
| 2013      | с | Тіло як доказ                        | Body of Proof                     | містер Вірлі                      |
| 2013      | с | Менталіст                            | The Mentalist                     | Воррен Додж                       |
| 2013      | с | Альфа-Будинок                        | Alpha House                       | Ден Чіпріані-Малоне               |
| 2012      | с | Незабутнє                            | Unforgettable                     | Ден Марстон                       |
| 2012      | ф | Перевірка ціни                       | Price Check                       | Джим Брейді                       |
| 2012      | с | Анатомія Ґрей                        | Grey's Anatomy                    | Рей Джонс                         |
| 2012      | ф | Експеримент «Покора»                 | Compliance                        | постачальник                      |
| 2011      | с | Головний підозрюваний                | Prime Suspect                     | доктор Філбін                     |
| 2011      | с | Підозрюваний                         | Person of Interest                | Самуель Дуглас                    |
| 2011      | с | Форс-мажори                          | Suits                             | адвокат Ганта                     |
| 2011      | с | Блакитна кров                        | Blue Bloods                       | Сорен                             |
| 2010      | с | Милосердя                            | Mercy                             | Френк Слоун                       |
| 2009      | ф | Зізнання шопоголіка                  | Confessions of a Shopaholic       | метрдотель                        |
| 2009      | с | Незвичайні                           | The Unusuals                      | Андре Замакона                    |
| 2009      | ф | Великий фанат                        | Big Fan                           | Веларді, детектив                 |
| 2007      | ф | Зачарована                           | Enchanted                         | Арті                              |
| 2007      | ф | Смак життя                           | No Reservations                   | доктор Фоп                        |
| 2006—2008 | с | Братство                             | Brotherhood                       | представник Донателло             |
| 2006      | ф | Гарний Огайо                         | Beautiful Ohio                    | містер Кубано                     |
| 2006      | ф | Хутро                                | Fur                               | клієнт                            |
| 2006      | ф | Наставник                            | Mentor                            | Говард                            |
| 2005      | ф | Гітч                                 | Hitch                             | Едді                              |
| 2004      | ф | Мелінда та Мелінда                   | Melinda and Melinda               | Джек Олівер                       |
| 2003      | ф | Очі носорога                         | Rhinoceros Eyes                   | Банді                             |
| 2003      | ф | Нола                                 | Nola                              | вітчим Ноли                       |
| 2002      | с | Секс і Місто                         | Sex and the City                  | Ґейб                              |
| 2001—2003 | с | Закон і порядок: Спеціальний корпус  | Law & Order: Special Victims Unit | Бред Стентон / Дуг / Фред Гопкінс |
| 2000      | ф | Будинок двох сімей                   | Two Family House                  | Чіпмонк                           |
| 1999—2010 | с | Закон і порядок                      | Law & Order                       | Джордан Ґрімальді / Горват        |
| 1999—2007 | с | Клан Сопрано                         | The Sopranos                      | спецагент Двайт Ґарріс            |
| 1999      | с | Третя зміна                          | Third Watch                       | Френк Бартлетт                    |
| 1998      | ф | Облога                               | The Siege                         | журналіст                         |
| 1998      | ф | Вбивство Версаче                     | The Versace Murder                | Девід Мадсон                      |
| 1993—1995 | с | Одне життя, щоб жити                 | One Life to Live                  | Нік Манцо                         |
| 1993      | с | Як обертається світ                  | As the World Turns                | Цезар                             |
| 1993      | с | Всі мої діти                         | All My Children                   | Траск Бодіне                      |
| 1992      | ф | Прибрати Голландця                   | Hit the Dutchman                  | Бо Вайнберґ                       |
| 1992      | ф | Скажений пес Колл                    | Mad Dog Coll                      | Лакі Лучано                       |

## Відеоігри
Сервітто також займається озвучуванням відеоігор. Він працював над такими іграми як «Мафія» та «Зоряні війни. Стара республіка». 
| Рік  | Гра                              | Роль            | Примітки    |
| ---- | -------------------------------- | --------------- | ----------- |
| 2002 | «Mafia: The City of Lost Heaven» | Сем             | (озвучення) |
| 2011 | «Star Wars: The Old Republic»    | другорядні ролі | (озвучення) |

## Премії та номінації
| Рік  | Фільм          | Премія                     | Номінація                                         | Результат |
| ---- | -------------- | -------------------------- | ------------------------------------------------- | --------- |
| 2008 | «Клан Сопрано» | Премія Гільдії кіноакторів | Найкращий акторський склад у драматичному серіалі | Перемога  |